# Кримське (Кубинка)
Кримське (рос. Крымское) — село в Одинцовському районі Московської області Російської Федерації.

## Розташування
Село Кримське входить до складу міського поселення Кубинка, воно розташоване між Можайським та Мінським шосе. Найближчий населений пункт Дубки.

## Населення
Станом на 2006 рік у селі проживало 26 осіб.

## Пам'ятки архітектури
У селі збереглася церква Преображення Господнього збудована у 1794 році.